# Pont-l'Évêque, Calvados
Pont-l'Évêque je pristaniško naselje in občina v severozahodnem francoskem departmaju Calvados regije Spodnje Normandije. Leta 2006 je naselje imelo 4.158 prebivalcev.

## Geografija
Kraj se nahaja v pokrajini Auge (Normandija) ob reki Touques in njenem desnem pritoku Calonne, 18 km severno od Lisieuxa.

## Uprava
Pont-l'Évêque je sedež istoimenskega kantona, v katerega so poleg njegove vključene še občine Beaumont-en-Auge, Bonneville-sur-Touques, Canapville, Clarbec, Coudray-Rabut, Drubec, Englesqueville-en-Auge, Glanville, Pierrefitte-en-Auge, Reux, Saint-Benoît-d'Hébertot, Saint-Étienne-la-Thillaye, Saint-Hymer, Saint-Julien-sur-Calonne, Saint-Martin-aux-Chartrains, Surville, Tourville-en-Auge, Vauville in Vieux-Bourg z 9.820 prebivalci.
Kanton Pont-l'Évêque je sestavni del okrožja Lisieux.

## Zgodovina
V času francoske revolucije se je kraj imenoval Pont-Chaslier, od 1790 do 1800 sedež distrikta, nato vse do leta 1926 sedež podprefekture.

## Zanimivosti
- cerkev sv. Mihaela,
- nekdanji dominikanski samostan,
- samostan Notre Dame de Protection,
- mestna hiša Hôtel de Brilly,
- knjižnica Hôtel Montpensier.